# Ion Rațiu

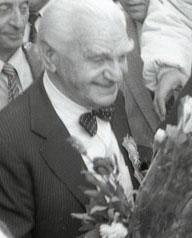
Ion Rațiu

Ion Rațiu (* 6. Juni 1917 in Turda, Österreich-Ungarn; † 17. Januar 2000 in London, Vereinigtes Königreich) war ein rumänischer Politiker der PNȚCD.

## Leben
Nach einem Jurastudium trat Rațiu 1940 dem Auswärtigen Dienst bei und gehörte der rumänischen Legation in London an. Wegen des Beitritts Rumäniens zu den Achsenmächten quittierte er seinen Dienst und erhielt im Vereinigten Königreich politisches Asyl. Dank eines Stipendiums des St John’s College konnte er in Cambridge Wirtschaftswissenschaft studieren.
Die kommunistische Machtübernahme in Rumänien zwang Rațiu nach dem Zweiten Weltkrieg dazu, weiterhin im Exil zu bleiben. Er gründete mit der Free Romanian Press ein wöchentlich erscheinendes Nachrichtenblatt und verfasste u. a. Radiobeiträge für den rumänischen Auslandsdienst der BBC sowie für Voice of America. 1984 engagierte er sich bei der Gründung der Weltunion der freien Rumänen (rumänisch Uniunea Mondială a Românilor Liberi; UMRL) und wurde zu deren Präsident gewählt. 
Bei der ersten freien Präsidentschaftswahl im Jahr 1990 trat Rațiu als Kandidat der PNȚCD an, konnte aber nur 4,3 % der Stimmen erreichen. Er wurde dreimal in die Abgeordnetenkammer gewählt (1990, 1992, 1996). Mit Cotidianul gründete er 1991 die erste private rumänische Zeitung nach der Revolution.
Rațiu war seit 1945 mit Elisabeth Pilkington verheiratet. Das Paar hatte zwei Kinder, Nicolae und Indrei.